# 카도와키 마이
카도와키 마이(일본어: 門脇 舞以, 1980년 9월 8일 ~ ) 또는 가도와키 마이는 일본의 성우이다. 본명은 한자의 以를 뺀 "門脇 舞"이며 2006년까지는 본명으로 활동했으나 현재는 뒤에 以를 붙여 사용하고 있다. 주로 안경캐릭터 연기를 많이 하기로 유명하다. 카레이도 스코프 소속.

## 내력
- 본인이 굉장히 시력이 나빠 항시 안경을 착용하고 있어(일본은 렌즈를 선호), 안경성우 하면 카도와키 마이라는 이미지가 굳혀졌으며, 이로 인해서인지 안경캐릭터가 많다.
- 어처구니없는 동안이다.

## 출연작
※굵은 글씨는 메인 캐릭터

### TV 애니메이션
2002년
- 육상방위대 마오(곰 에일리언)

2005년
- 마법선생 네기마(하카세 사토미)
- 파니포니대쉬(베호이미)
- 라임색 류기담X CROSS ~사랑, 가르쳐 주세요~ (시마 츠무기)
- BLOOD+ (킨죠 카오리, 민)
- 아카호리 사토루 외도 아워 러브게 (홋케 마이카)

2006년
- 네기마?!(하카세 사토미)
- 도키메키 메모리얼 Only Love(피요코코, 하라누이 유코)
- 스즈미야 하루히의 우울(에노모토 미유키)
- 빙쵸탄(치쿠탄)
- 페이트/스테이 나이트(이리야스필 폰 아인츠베른)
- Gift ~eternal rainbow~(키쿠치 미호)

2007년
- 일기당천 Dragon Destiny (제갈공명)
- 아이들의 시간(우사 미미)
- 니노미야군에게 애도를(츠키무라 마유)

2008년
- 일기당천 Great Guardians (제갈공명)
- 스트라이크 위치즈 (사냐 V 리트바크)
- 카노콘 (나나오 렌)

2010년
- 아마가미SS (카미자키 리사, 타나카 케이코)
- 일기당천 XTREME XECUTOR (제갈공명)
- 축복의 캄파넬라 (미넷트)
- 스트라이크 위치즈2 (사냐 V 리트바크)

2011년
- IS〈인피니트 스트라토스〉 (한가해씨(노호토메 혼네))
- 별하늘에 걸린 다리 (토도 카사네)
- 페이트제로 (이리야스필 폰 아인츠베른)

2012년
- 페이트제로 (이리야스필 폰 아인츠베른)
- 사랑과 선거와 초콜릿 (아오미 이사라)

### 극장판
2019년
- 페이트/스테이 나이트 헤븐즈필 제2장 로스트 버터플라이(이리야츠필 폰 아인츠베른)

### OVA
2005년
- 원반황녀 왈큐레 성령절의 신부(팜)
- 키라메키 프로젝트(카나 엘스쥬네스)

2006년
- 오늘의 5학년 2반(코이즈미 치카)
- 원반황녀 왈큐레 시간과 꿈과 은하의 연회(팜)

### 게임
- 프린세스 메이커 리파인판 (스프링 윈드, 칼나본, 도미노카나)
- 프린세스 메이커 2 리파인판 (마르시아 셰어웨어, 아이스볼, 요정, 피오리나)

2002년
- 로맨스는 검의 빛II (로빈)

2004년
- 쌍연 -후타코이- (시로가네 소쥬)

2005년
- 마법선생 네기마! 1교시 꼬마 선생님은 마법사! (하카세 사토미)
- 후타코이 얼터너티브 사랑과 소녀와 머신건 (시로가네 소쥬)
- 마법선생 네기마! 2교시 싸우는 소녀들! 마호라 대운동회SP! (하카세 사토미)
- 쌍연섬 ~사랑과 수영복 서바이벌~ (시로가네 소쥬)
- 프린세스 콘체르트 (시리아)
- 신비한 바다의 나디아 ~Inherit the Bluewater~ (소피아 록헬드)

2006년
- 마법선생 네기마! 과외수업 소녀의 두근두근 피치 사이드 (하카세 사토미)
- FESTA!! -HYPER GIRLS PARTY- PS2판 (쿠로다 나나미)
- ZEGAPAIN XOR (리첼카)
- BLOOD+ 쌍날개의 배틀 윤무곡 PS2 (스즈모리 마유)
- BLOOD+ ~파이널 피스~ (킨죠 카오리)
- 테일즈 오브 더 템페스트 (루비아 나트윅)
- I"s Pure (이소자키 이즈미)
- 네기마!? 3교시 사랑과 마법과 세계수 전설! (하카세 사토미)
- 무장신희 Online (시형MMS 쿠니오)

2007년
- 프린세스 메이커 5 (아시메이 사요리)
- Fate/stay night [Realta Nua] (이리야스필 폰 아인츠벨른)
- 빙쵸탄 행복 달력 (치쿠탄)
- 네기마!? 네오 파크티오 파이트! (하카세 사토미)
- 일기당천 Shining Dragon (제갈량 공명)
- 페이트/타이가 콜로세움 (이리야)
- 천원돌파 그렌라간 (티트리)

2008년
- 네기마!? 초 마호라 대전 츄 체크 인 전원집합! 역시 온천에 왔습니다. (하카세 사토미)
- PRISM ARK -AWAKE- PS2판 (루아)
- 네기마!? どり〜むたくてぃっく꿈꾸는 을녀는 프린세스 (하카세 사토미)
- 일기당천 파치슬로 (제갈량 공명)
- 마나케미아2 ~떨어진 학원과 연금술사들~ (윔)
- Fate/unlimited codes (이리야스필 폰 아인츠벨른)
- 신곡주계 폴리포니카 Memories White (나노포니트 류시올)
- 카노콘에스이 (나나오 렌)
- 페이트/타이가 콜로세움 어퍼 (이리야)
- 크로스 엣지 (윔, 비비)
- 스마가 (가넷) : 안즈 미츠 (杏子御津) 명의
- 일기당천 Eloquent Fist (제갈량 공명)

2009년
- 테일즈 오브 더 월드 레디언트 마이솔로지2 (루비아 나트윅)
- 축복의 캄파넬라 (미넷트) : 안즈 미츠 (杏子御津) 명의
- 아마가미 (카미자키 리사, 타나카 케이코)
- 로로나의 아틀리에 : 알란드의 연금술사 (로로나(로로라이나 프릭셀))

2010년
- 토토리의 아틀리에 : 알란드의 연금술사 2 (로로나(로로라이나 프릭셀))

2011년
- 메루루의 아틀리에 : 알란드의 연금술사 3 (로로나(로로라이나 프릭셀))

2013년
- 신 로로나의 아틀리에 : 알란드의 연금술사 ~시작의 이야기~ (로로나(로로라이나 프릭셀))

### 라디오
- 시미즈 아이·카도와키 마이의 아이마이@
- 무귯! 후타코이
- 코지카라디오
- 스트라이크 위치스 스타라이트 스트림